# Liste von Brücken in Indien

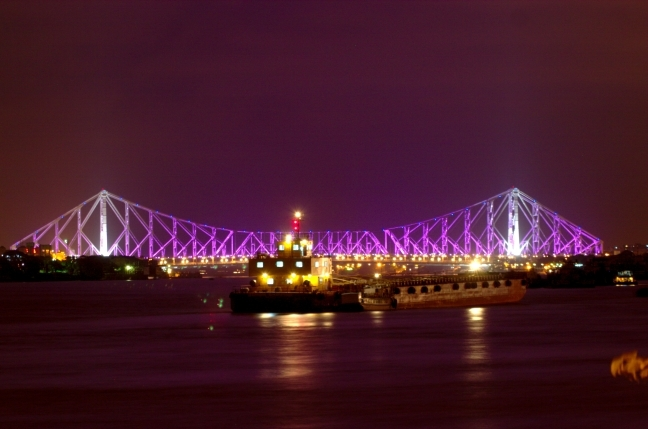
Rabindra Setu

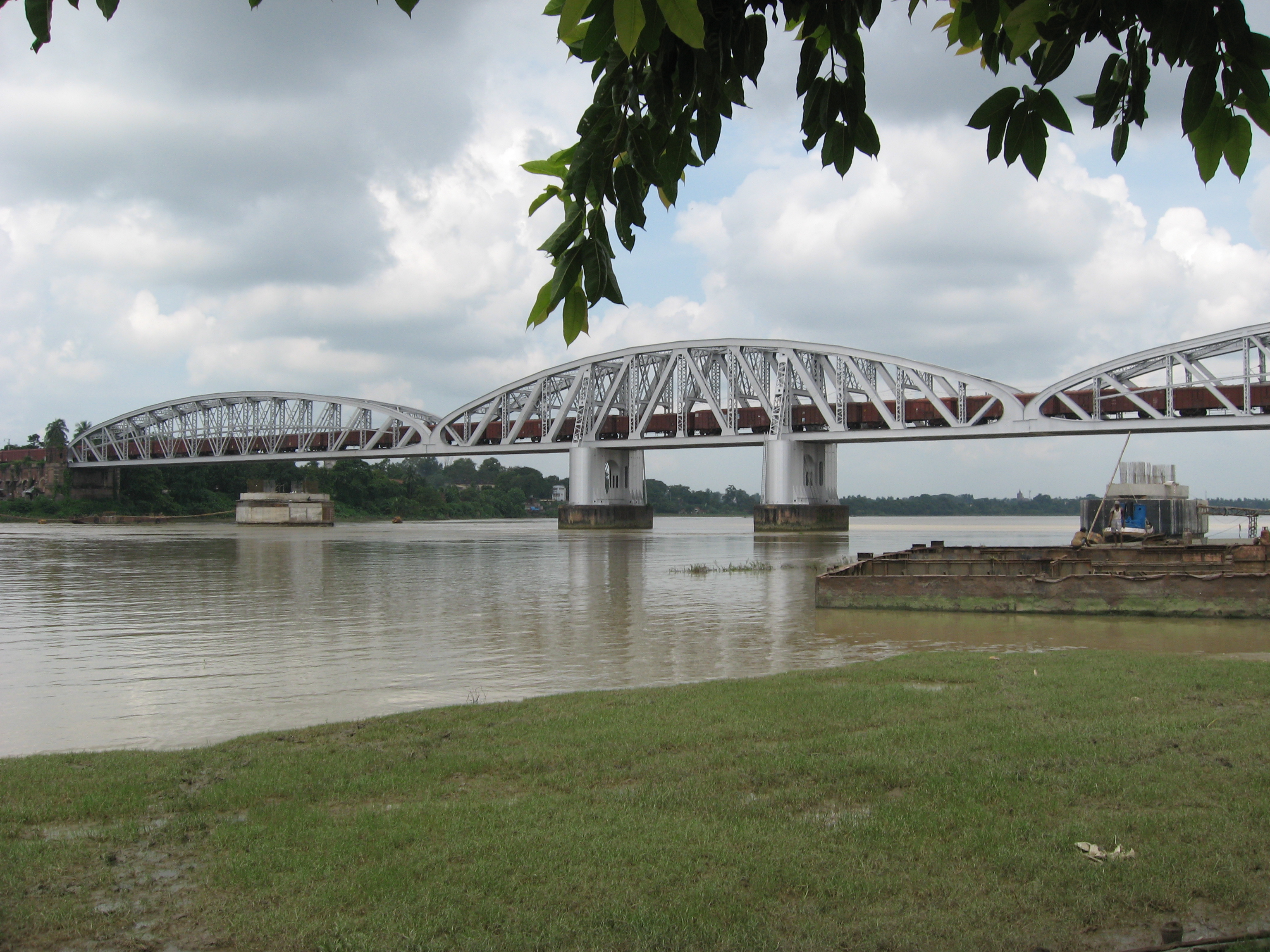
Jubilee Bridge

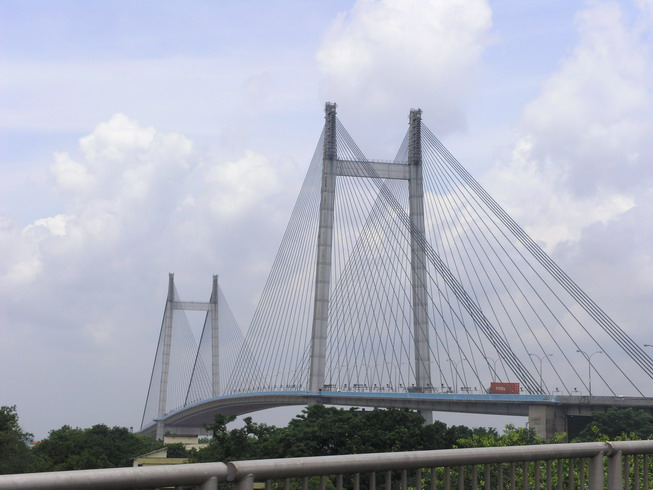
Vidyasagar Setu

Die Liste der Brücken in Indien gibt alphabetisch geordnet wichtige Brückenbauten:
- Bogibeel Bridge, Straßen- und Eisenbahnbrücke führt über den Brahmaputra, Bundesstaat Assam
- Chenab Bridge (Bogenbrücke), Unionsterritorium Jammu und Kashmir
- Coronation Bridge, führt über die Tista, verbindet die Distrikte Jalpaiguri und Darjeeling im Bundesstaat Westbengalen
- Ellis Bridge nahe der Stadt Ahmedabad, Bundesstaat Gujarat
- Godavari Bridge, Straßen- und Eisenbahnbrücken, führt über den Godavari, bei Rajamahendravaram, Bundesstaat Andhra Pradesh, Länge 2,7 km
- Golden Bridge, führt über den Narmada, verbindet Ankleshwar mit Bharuch, Bundesstaat Gujarat
- Jubilee Bridge, führt über den Hugli, die Eisenbahnbrücke verbindet Naihati mit Bandel, jeweils Bundesstaat Westbengalen
- Kolia Bhomora Setu, führt über den Brahmaputra, Straßenbrücke, bei Tezpur, Bundesstaat Assam
- Konkan Railway Bridge
- Mahatma Gandhi Setu, Straßenbrücke, erbaut 1982, führt über den Ganges, verbindet Patna mit Hajipur, Bundesstaat Bihar – mit 5,575 km Länge über Wasser 1982–2008 längste Brücke Indiens
- Mumbai Trans Harbour Link, verbindet Mumbai und Navi Mumbai über den Thane Creek, Bundesstaat Maharashtra – mit 21,8 km seit 2024 längste Brücke Indiens
- Nehru Bridge, führt über den Sabarmati bei Ahmedabad, Bundesstaat Gujarat
- Pamban Bridge, bestehend aus einer Straßen- und einer Eisenbahnbrücke (letztere 1914 erbaut, Hubbrücke) verbindet Rameswaram auf der Insel Pamban (Tamil Nadu) mit Kontinentalindien und war mit einer Länge von 2065 Metern die längste Seebrücke Indiens
- Ponte de Linhares, führt über den Mandovi bzw. über die Khazan-Salztonebene, verbindet Ribandar mit Panaji, jeweils Bundesstaat Goa, Länge 2,5 km
- Rabindra Setu (Howrah Bridge), führt über den Hugli, verbindet Kolkata mit der Zwillingsstadt Haora, Bundesstaat Westbengalen
- Rajiv Gandhi Sea Link, verbindet die Stadtteile Bandra und Worli in Mumbai über eine Meeresbucht, Bundesstaat Maharashtra – 2008–2023 längste über Wasser laufende Brücke Indiens
- Vashi Bridge, Straßenbrücke, führt über den Thane Creek, verbindet Mumbai mit Navi Mumbai, jeweils Bundesstaat Maharashtra, erbaut in den 1970er Jahren
- Vidyasagar Setu (Second Hooghly Bridge), Straßenbrücke, führt über den Hugli und verbindet Haora mit Kolkata, Bundesstaat Westbengalen, Länge 823 Meter, erbaut 1978–1992
- Vivekananda Setu, Straßen- und Eisenbahnbrücke, führt über den Hugli, Bundesstaat Westbengalen
- West Island Freeway, Straßenbrücke, Mumbai, Bundesstaat Maharashtra